# Polskie Towarzystwo Dysleksji
Polskie Towarzystwo Dysleksji – stowarzyszenie skupiające rodziców, nauczycieli, pedagogów i psychologów zajmujących się dziećmi z dysleksją.

## Stowarzyszenie
Polskie Towarzystwo Dysleksji zapoczątkowało swoją działalność w 1991 roku. Jest członkiem European Dyslexia Association (Europejskiego Towarzystwa Dysleksji). Zrzesza rodziców dzieci ze specyficznymi trudnościami w czytaniu i pisaniu czyli dysleksją rozwojową oraz profesjonalistów służących im pomocą: psychologów, logopedów oraz nauczycieli-terapeutów. Towarzystwo posiada oddziały w całej Polsce. Ma statut organizacji pożytku publicznego.

## Skład zarządu Polskiego Towarzystwa Dysleksji
- Przewodnicząca: Ewa Jakacka (Oddział Terenowy nr 70 w Gdańsku)
- Honorowa Przewodnicząca: prof. dr hab. Marta Bogdanowicz (Oddział Terenowy nr 70 w Gdańsku)
- Wiceprzewodnicząca: Marta Badowska – dyrektor Poradni Diagnostyczno-Terapeutycznej Polskiego Towarzystwa Dysleksji[1]
- Wiceprzewodnicząca: Małgorzata Rożyńska (Oddział Terenowy nr 70 w Gdańsku)
- Sekretarz: dr Elżbieta Szala
- Skarbnik: Violetta Piasecka
- Pozostali członkowie:
  - Maria Foryś

## Honorowi członkowie Polskiego Towarzystwa Dysleksji
Wśród Honorowych członków Polskiego Towarzystwa Dysleksji jest wiele zasłużonych dla środowiska osób, między innymi:
- Dr. Marcin Szczerbiński (Szkoły Psychologii Stosowanej Uniwersytetu w Cork)[2]
- Katarzyna Hall  (Minister edukacji i nauki Polski w latach 2007–2011)[2]
- Marta Badowska (terapeutka, wiceprzewodnicząca PTD)[2]
- Małgorzata Rożyńska  (terapeutka, wiceprzewodnicząca PTD)[2]
- Piotr Badowski (terapeuta, dyrektor biura zarządu PTD)[2]
- Przemysław Staroń (psycholog, edukator, nauczyciel roku 2018)[2]
- Maria Foryś (neuropsycholog, psychoterapeuta, badacz zdolności osób z dysleksją)[2]

## Działalność

### Akcje społeczne
- Europejski Tydzień Świadomości Dysleksji[3]
- SZKOŁA PRZYJAZNA UCZNIOM Z DYSLEKSJĄ[4]
- Książkowe inspiracje na wakacje[5]
- Czytamy Razem[6]
- Innowacje Pedagogiczne Polskiego Towarzystwa Dysleksji[7]

#### Konferencje
- Ogólnopolska Konferencja PTD i IPUG "Dysleksja – co nowego w teorii i praktyce?" 2016 r.[8]
- "W poszukiwaniu sposobów efektywnego uczenia się" 2018 r[9]
- Jubileuszowa konferencja z okazji 30-lecia PTD 2021 r.[10]
- Jesteśmy różni – uczymy się razem. Konferencja Polskiego Towarzystwa Dysleksji 2022 r.[11]

#### Kursy i szkolenia prowadzone przez PTD
- KURS CERTYFIKUJĄCY Polskiego Towarzystwa Dysleksji „Koordynator ds. modelowego systemu profilaktyki i pomocy psychologiczno-pedagogicznej uczniom ze specyficznymi zaburzeniami w uczeniu się (dysleksją, dysgrafią, dysortografią, dyskalkulią)”[12]
- Metoda Ruchu Rozwijającego Weroniki Sherborne[13]
- Metoda Dobrego Startu[14]
- Szkolenia Rad Pedagogicznych[15]